# Illuminati (orde)

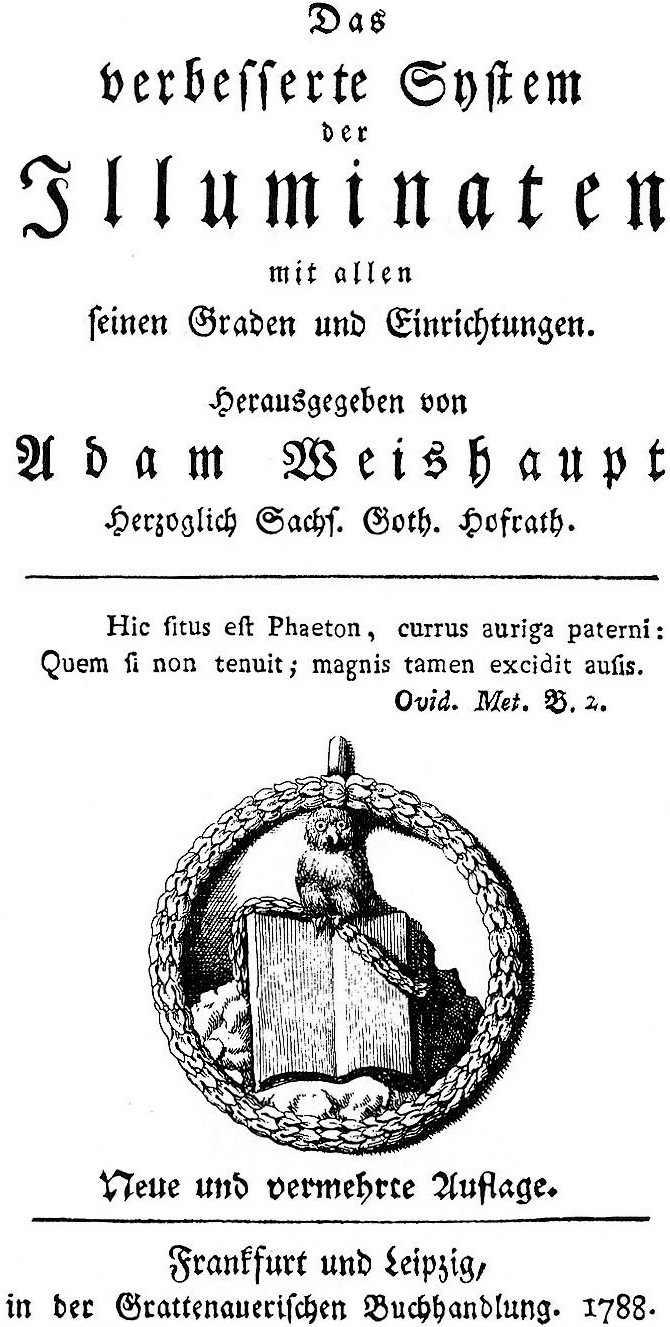
Uit Das verbesserte System der Illuminaten: Dit is het originele insigne van de Beierse illuminaten. Het toont de uil van Minerva, symbool van wijsheid, bovenop een geopend boek. Deze afbeelding komt uit een vroeg pamflet, gedrukt rond 1788.

De illuminaten (de verlichten) of illuminati waren een geheim genootschap met invloeden uit de theosofie en anti-esoterische Verlichting dat werd opgericht door de Beierse academicus Adam Weishaupt op 1 mei 1776 als de Orde der Volmaakbaren. Het was een studentengroep om een vuist te maken tegen de jezuïeten en ter bescherming van literatuur en leer van de Verlichting. Om nieuwe leden te lokken, bedacht Weishaupt een systeem van inwijdingsgraden, initiatieriten en speciaal taalgebruik, mede in vermeende concurrentie met de Gold- und Rosenkreuzer, die ook zouden rekruteren onder de studenten. De beweging verspreidde zich over Duitsland en zou ongeveer tweeduizend leden tellen, onder wie toenmalige bekendheden als Goethe, Herder en Pestalozzi.
De illuminati mogen niet worden verward met de illuministen, die een mystieke beweging vormen.
De beweging was georganiseerd in kleine leesgroepen met als doel jongere leden moreel te vormen tot ideale mensen (nieuwe mensen). Het doel hiervan was om, in de periode van het ancien régime, stapsgewijs het bestuur te infiltreren en te vervangen, om zo een rationele, vrije en verlichte samenleving te creëren die vrij was van externe autoriteiten. In plaats daarvan zou de autoriteit moeten berusten bij het mannelijke gezinshoofd. Hogere structuren zouden overbodig worden.
In het kader hiervan richtte de beweging scholen op, Philanthropin. Ook de overheidsinfiltratie kende een zeker succes, maar vanaf halverwege 1784 werden illuminaten in Beieren vervolgd, zodat hun centrum zich verplaatste naar Weimar en Gotha, plaatsen die behoorden tot illuminatenvorsten. Daarna volgde een reorganisatie en werden nieuwe afdelingen opgericht in Italië, Frankrijk, Denemarken en Rusland. Het lijkt erop dat de beweging ophield te functioneren in 1788.

## In de hedendaagse cultuur
In een aantal hedendaagse populaire complottheorieën spelen de Illuminati een rol.
De illuministen werden gepopulariseerd door de roman The Illuminatus! Trilogy van Robert Anton Wilson en Robert Shea. Dit boek inspireerde een Duitse hacker in de jaren 1989 tot de schuilnaam Hagbard Celine, een personage uit het boek. Deze hacker brak in verscheidene Amerikaanse computersystemen in. Hij vond kort daarna de dood op een enigszins mysterieuze manier; volgens de Duitse politie was het zelfmoord. Clifford Stoll schreef hierover een boek vanuit het Amerikaanse perspectief met de titel The Cuckoo's Egg (1989). In Duitsland werd er een fact-fiction boek over geschreven dat op zijn beurt verfilmd werd, zie 23 - Nichts ist so wie es scheint.
De illuminaten van Beieren worden genoemd in het boek De slinger van Foucault van Umberto Eco. Daarnaast komen zij voor in de eerste Tomb Raider-film Deus Ex en in het boek Het Bernini Mysterie van Dan Brown, dat verfilmd werd: Angels & Demons (mei 2009). Er is ook een kaartspel gebaseerd op de complottheorieën rond de illuminati.
Hedendaagse complotdenkers, waaronder Robin de Ruiter, Jan Udo Holey, David Icke en Fritz Springmeier, koesteren sterke weerstand tegen de illuminati, vooral zij die de vermeende groep zien als grondlegger van de Nieuwe Wereldorde, die volgens complottheorieën de macht over de hele wereld zou willen verkrijgen. Dit zal volgens een deel van deze complotdenkers het machtsimperium van de antichrist zijn.